# سعیده (لبنان)
سعیده (به عربی: السعیده) یک منطقهٔ مسکونی در لبنان است که در شهرستان بعلبک واقع شده‌است. سعیده ۱٬۰۱۰ متر بالاتر از سطح دریا واقع شده‌است.